# Larceveau-Arros-Cibits
Larceveau-Arros-Cibits település Franciaországban, Pyrénées-Atlantiques megyében. Lakosainak száma 446 fő (2022. január 1.). Larceveau-Arros-Cibits Ainhice-Mongelos, Bunus, Gamarthe, Ibarrolle, Juxue, Lantabat és Ostabat-Asme községekkel határos.

## Népesség
A település népességének változása:
| Lakosok száma | 404  | 403  | 413  | 425  | 436  | 441  | 445  | 446  |
|               | 2013 | 2015 | 2017 | 2018 | 2019 | 2020 | 2021 | 2022 |